# زونولیت
یک مینرال به فرمول شیمیایی {\displaystyle {\ce {Ca6Si6O17(OH)2}}} بوده که به صورت مونوکلینیک و سوزنی شکل ، نظم کریستالی میگیرند.رنگ آن میتواند بیرنگ، خاکستری، لیمویی و حتی صورتی باشد. سختی آن 6.5 موهس و چگالی 2.71 گرم بر سانتیمتر مکعب بوده و اولین بار در سال 1866 توسط راملزبرگ و به سبب پیدایش در شهری در مکزیک به نام تتلا د زونوتلا اینگونه نامگذاری شد.
با اینکه زونولیت یک ماده فنی خوب برای استفاده در صنعت و ساختمان میباشد اما در طبیعت کمیاب بوده و سنتز آن راه حل جایگزین برای ساخت میباشد.

## ساختار
ساختار زونولیت و شرایطی که در آن میتواند تشکیل شود به سبب پایداری در دما و فشار بالا مورد علاقه و مصرف صنایع نفت و گاز و پتروشیمی میباشد.
ساختار زونولیت شامل دو زنجیره سیلیکاتی {\displaystyle {\ce {Si6O17}}} به نام dreierdoppelketten میباشد که با صفحه هایی با لبه هایی در اشتراک با پلی هدرال های Ca در طول محور c محبوس شده اند. 2 نوع پلی هدرال از Ca وجود دارد، 1/3 آنها با عدد همسایگی 6 و 2/3 آنها با عدد همسایگی 7 وجود دارند.

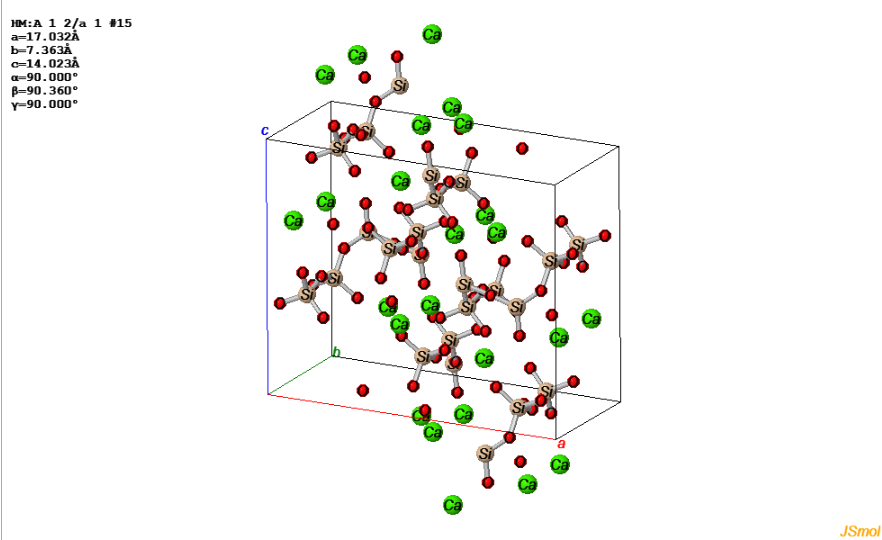
شماتیک ریزساختار زونولیت و نحوه قرارگیری یونها کنارهم

اتمهای کلسیم در عدد همسایگی 7، دارای شش همسایه نزدیک به شکل شبکه تریگونال به علاوه هفتمین اتم اکسیژن چسبیده به یکی از سطوح شبکه میباشد. هشت وجهی ها لبه های خود را برای تشکیل یک زنجیره بینهایت در امتداد محور b به اشتراک میگذارند.

## تشکیل
تحت شرایط هیدروترمال، ژل C-S-H با توجه به افزایش دما به ساختار توبرموریت تبدیل شده و بعد از آن با منظم شدن صفحات اکتاهدرال {\displaystyle {\ce {CaO}}} به زونولیت تبدیل میشود. زونولیت با نسبت مولی Ca/Si برایر 1 و نگهداری تحت شرایط هیدروترمال در دمای بالای 180 درجه سانتیگراد به مدت 20 ساعت یا بیشتر تشکیل میگردد و فاز پایدار غالب در دمای 180 تا 300 درجه سانتیگراد میباشد. در دماهای پایین توبرموریت 11 آنگستروم تقریباً همیشه (با یک تقریب دمای تبدیل 140 درجه سانتیگراد از توبرموریت به زونولیت) حضور دارد.
ذرات زونولیت از پودر سیلیکا آمورف با خلوص بالای 98 درصد با اندازه دانه کمتر از یک میکرون و هیدروکسید کلسیم که از هیدراته کردن کربنات کلسیم با مقدار زیادی آب به وجود می آید. نسبت مولی {\displaystyle {\ce {CaO/SiO2}}} باید در دوغاب 1 باشد. دما و فشار و زمان واکنش به ترتیب 200 تا 225 درجه سانتیگراد، 2 تا 3 مگاپاسکال و 6تا 8 ساعت کافی میباشد.
هم خوردن دوغاب حین واکنش یک نکته کلیدی برای دستیابی به مورفولوژی کروی که سبب افزایش نسوزندگی و کاهش هدایت حرارتی دوغاب خواهد بود.
تحت شرایط هیدروترمال {\displaystyle {\ce {SiO2}}} و {\displaystyle {\ce {Ca(OH)2}}} در آب حل شده و در ابتدا یک کلسیم سیلیکات هیدراته آمورف (C-S-H II) را با نسبت Ca/Si برابر با 1.5 تا 2 را شکل میدهد. پس از آن با افزایش دما C-S-H II به ژل C-S-H I و توبرموریت و بعد از آن در نهایت کریستال های منظم زونولیت تشکیل خواهد شد.
کنترل پارامتر های سنتز مثل دما یا زمان هیدراسیون میتواند تاثیر شگرف روی تشکیل و اندازه کریستالی دانه ها بگذارد. به طور خلاصه:
1. افزایش دما باعث افزایش پلیمریزاسیون سیلیکا ، احتمالاً در هنگام تاثیر نزولی زنجیره های سیلیکاتی (با از دست دادن پل های تتراهدرال) و افزایش نظم ساختاری میشود. و البته افزایش دما باعث افزایش حلالیت{\displaystyle {\ce {SiO2}}} و باعث سریعتر شدن شبکه بندی دوباره ساختار شده و نتیجه مورفولوژی با ساختار منظم تری را میدهد.
2. افزایش دمای سنتز باعث ایجاد کریستال های بزرگتر میشود اما از دست دادن کلسیم های بین زنجیره های سیلیکاتی (dreierdoppelketten) باعث پر کشیدن سریع از انتهای کریستال های تنها خواهد شد و در آخر موجب شکاف در کریستال های در طول خود میشود.
3. افزایش زمان نگهداری هیدروترمال باعث افزایش پلیمریزاسیون سیلیکا و مورفولوژی کریستالی عالی تر خواهد شد. گرچه باعث افزایش اندازه ذرات نمی‌شود. این به خاطر افزایش رغبت برای شبکه بندی دوباره در دمای بالاتر میباشد.[۴]